# Fra Antonio de Marchena
Antonio de Marchena fou un franciscà espanyol. Va ser frare del Monestir de La Rábida, a on Cristòfor Colom l'any 1484 va demanar asil per a ell i el seu fill Diego. Conegut com a "Estrellero", per la seva afició a l'astronomia, va ser el primer confident de Colom a Espanya. A ell va decidir el futur almirall convèncer de la viabilitat de la seva idea d'arribar a Orient navegant rumb a Occident.
Per molts historiadors sorprèn el fet que Colom, nouvingut a Castella, estranger, desconegut de tots i amb aspecte d'aventurer, des del primer dia està en relacions estretes i beneficioses amb quants a Castella representen poder, classe social i influència. Colom arriba a les grades del tron en audiències oficials, cobra subvencions de l'estat, és atès i aposentat pels Reis a les ciutats del regne. La majoria atribueix aquesta eficàcia a la recomanació de Marchena i a les habilitats diplomàtiques del mateix Colom.
L'illa Marchena, una illa volcànica i deshabitada de l'arxipèlag de les Illes Galápagos, va ser batejada en honor seu pel govern equatorià.